# Ратуша Любина
Ратуша польского города Любин была построена в 1768 году в стиле барокко, а в 19 веке здание было перестроено. Ратуша была разрушена в 1945 году, а затем восстановлена в 1950 году. В настоящее время в ратуше размещается Исторический музей Любина, а также мэр и городской совет.

## История
В эпоху Ренессанса, в 1515 году в Любине во время масштабного расширения города была построена первая ратуша. Это здание было уничтожено пожаром в 1757 году, а затем окончательно снесено. Нынешнее здание было возведено в 1768 году. Ратуша была существенно реконструирована в 19 и 20 веках. Ратуша была сильно повреждена в 1945 году во время войны и была перестроена в 1950 году, потеряв большую часть своего первоначального облика. В 2010 году здание было отреставрировано, а его башня была покрыта медными листами. Решением местного надзорного органа от 14 апреля 1981 года ратуша была внесена в реестр памятников.

## Архитектура
Ратуша представляет собой здание в стиле позднего барокко, построенное по прямоугольному плану, с двумя этажами и мансардной шатровой крышей с люкарнами. Конёк крыши увенчан башенкой из медных листов с часами и барочным шлемом со шпилем. Фасады украшены пологими ризалитами, увенчанными треугольными фронтонами. Ризалит на западном фасаде имеет тимпан с гербом города, изображённым среди растительных орнаментов.